# Corentin Tolisso
Corentin Tolisso (Tarare, 3 agosto 1994) è un calciatore francese di origini togolesi, centrocampista dell'Olympique Lione. Con la nazionale francese si è laureato campione del mondo nel 
2018.

## Caratteristiche tecniche
Nato come esterno di centrocampo, ricopre il ruolo di centrocampista centrale, più precisamente di mezzala con attitudine difensiva, molto abile nel contrastare, nel recuperare palla e nei passaggi. Abile a giocare box-to-box, è dotato anche di buona tecnica, agilità e forza fisica; possiede capacità di corsa e buona abilità negli inserimenti offensivi anche su palla inattiva, per via delle sue buone doti nel gioco aereo. È in grado di giocare sia in un centrocampo a 2 che a 3 elementi, grazie alla sua duttilità che gli consente di essere un vero e proprio jolly. Può inoltre essere adattato all'occorrenza come terzino destro oltre a essere un discreto tiratore dalla distanza.

## Carriera

### Club

#### Olympique Lione

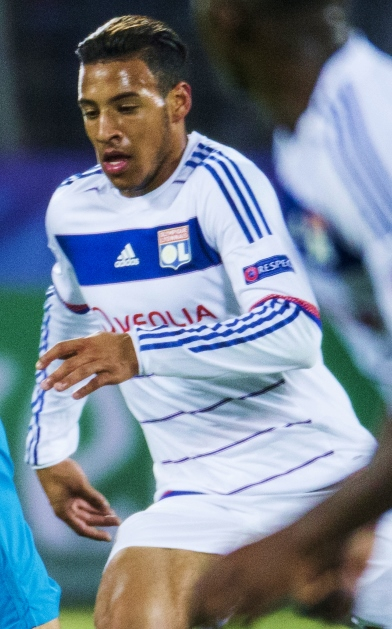
Tolisso all'Olympique Lione nel 2015

Cresce calcisticamente nelle giovanili del Lione, per poi debuttare in Ligue 1 con la prima squadra il 10 agosto 2013, nella partita vinta in casa per 4-0 contro il Nizza. Rémi Garde lo fa subentrare al 92º minuto di gioco a Mvuemba. Il 24 ottobre debutta anche nelle coppe europee, contro l'HNK Rijeka in Europa League (vittoria per 1-0). Una settimana dopo firma il suo primo contratto da professionista, un quadriennale. Il 9 marzo 2014 realizza il primo gol da professionista, quello della vittoria (2-1) al 94º minuto della partita in trasferta contro il Bordeaux. Nel corso della stagione Tolisso è schierato da difensore centrale destro come sostituto di Mouhamadou Dabo e, più tardi, da centrocampista centrale, per sopperire agli infortuni di Yoann Gourcuff e Gueïda Fofana.
La perdurante assenza di Fofana e l'infortunio di Clément Grenier consentono a Tolisso di godere di maggiore spazio in squadra nella stagione seguente. Tolisso scende in campo in tutte le partite di Ligue 1, segnando anche 7 gol. Alla fine della stagione rinnova il proprio contratto con il Lione fino al 2020. Continua ad essere un punto fermo della squadra nel 2015-2016, stagione in cui realizza 5 gol ed è autore di 6 assist in campionato. Il 2 ottobre 2016, contro il Saint-Étienne, indossa per la prima volta la fascia di capitano a causa degli infortuni di Maxime Gonalons e Alexandre Lacazette. La stagione 2016-2017 si chiude per Tolisso con 14 gol e 7 assist in 47 presenze in tutte le competizioni.

#### Bayern Monaco

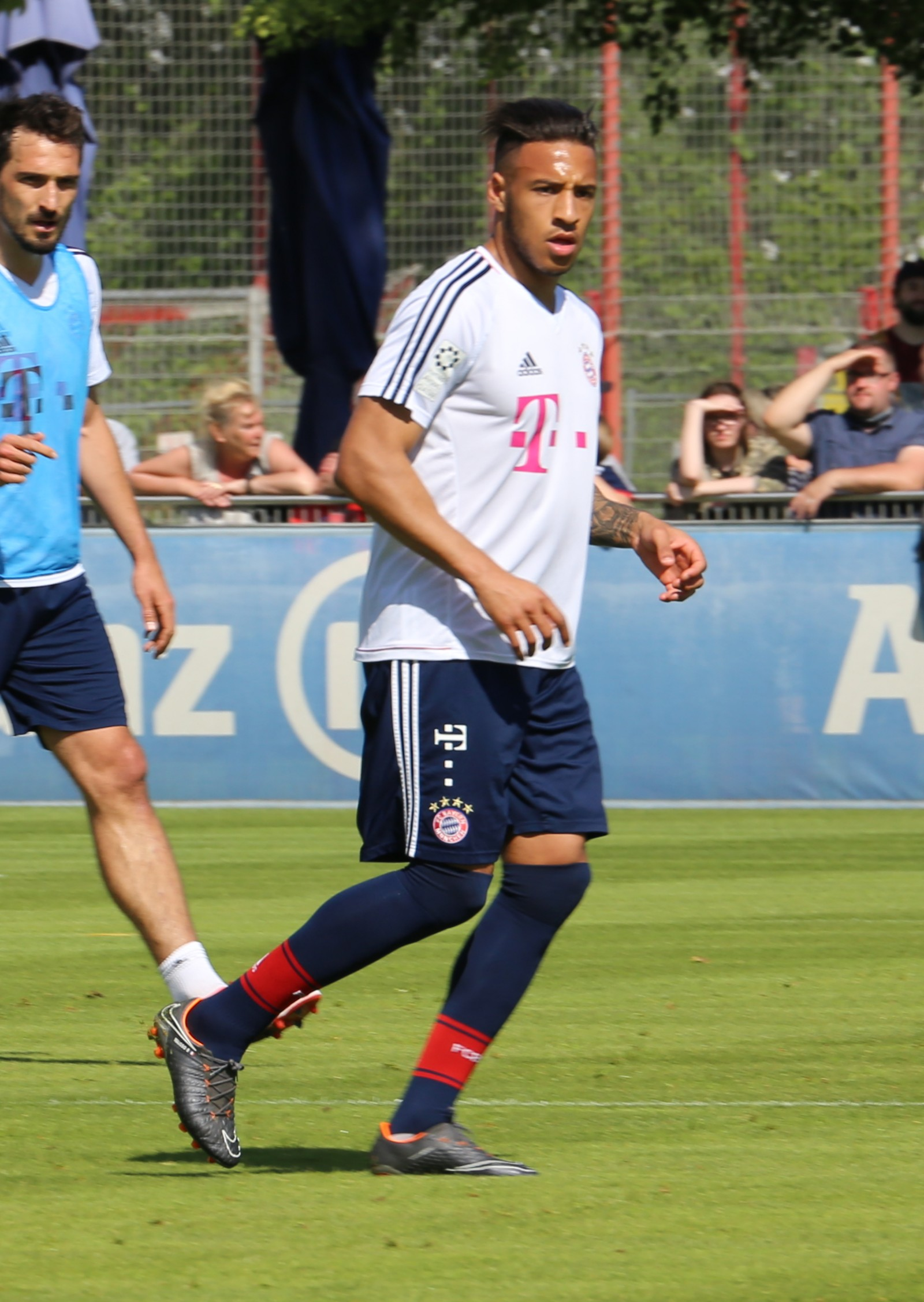
Tolisso in allenamento al Bayern Monaco nel 2018

Il 14 giugno 2017 viene ufficializzato il suo passaggio al Bayern Monaco per 41,5 milioni di euro, somma che lo fa diventare l'acquisto più costoso di sempre per un club tedesco. Il 18 agosto 2017, nella prima giornata del campionato, debutta con la maglia dei bavaresi nella vittoria 3-1 sul Bayer Leverkusen, siglando anche il suo primo gol.
Nella sua seconda stagione in Baviera gioca solo 2 partite (segnando anche un goal) a causa della rottura del crociato e del menisco esterno rimediata il 15 settembre 2018 contro il Bayer Leverkusen (3-1 per il Bayern il risultato finale) dopo un duro scontro con l'attaccante avversario Kevin Volland. Il suo ritorno dall'infortunio è avvenuto a fine anno nella finale di Coppa di Germania vinta per 3-0 contro il Lipsia.
L'anno successivo torna a disposizione dell'allenatore dei bavaresi Niko Kovač che lo impiega nelle rotazioni. Il 22 ottobre 2019 segna la sua prima rete in Champions coi bavaresi in occasione del successo esterno per 3-2 contro l'Olympiakos.
Il 30 maggio 2022, dopo cinque stagioni in Baviera, decide di non rinnovare il contratto ed andare in scadenza al 30 giugno 2022, rimanendo svincolato.

#### Ritorno all'Olympique Lione
Il 1º luglio 2022, viene annunciato ufficialmente il suo ritorno all'Olympique Lione dopo cinque anni, a parametro zero e con la firma di un contratto fino al 30 giugno 2027.

### Nazionale

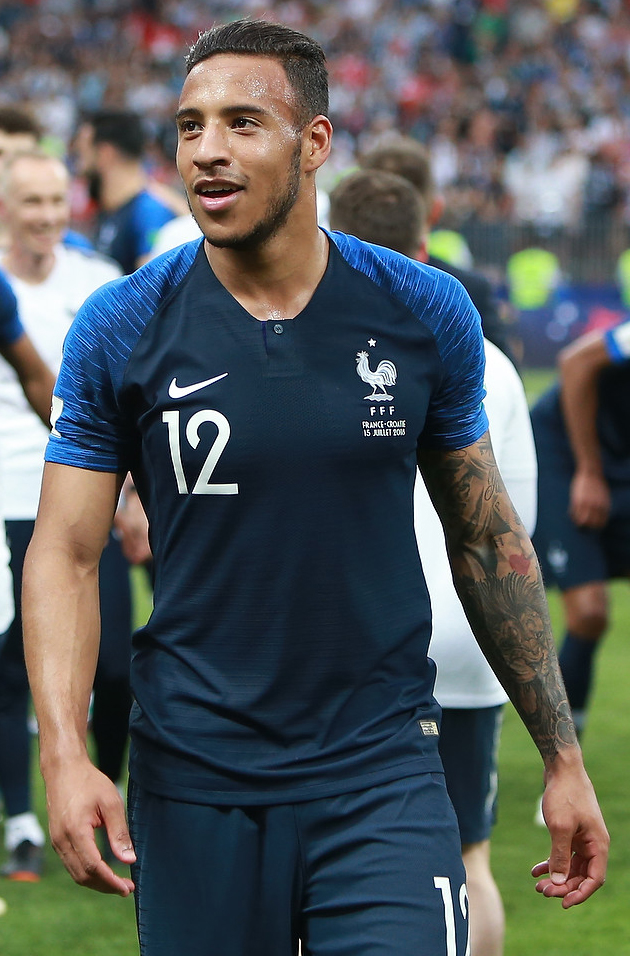
Tolisso con la nazionale francese ai Mondiali 2018

Svolge tutta la trafila delle varie nazionali giovanili francesi Under-19, ed Under-20 per poi debuttare il 4 settembre 2014 con l'Under-21 francese nella vittoria esterna 5-1 contro il Kazakistan.
Nell'aprile 2016 il CT. francese Le Roy, provò a convincerlo nel rappresentare la sua nazionale d'origine, ovvero il Togo, ma senza successo. Nel marzo 2017 viene convocato per la prima volta in Nazionale maggiore dal CT Deschamps, sostituendo l'infortunato Pogba per la sfida contro il Lussemburgo (valida per le qualificazioni al Mondiale 2018) e l'amichevole contro la Spagna, rispettivamente del 25 e 28 marzo. Debutta contro la Spagna giocando da titolare. Convocato per i Mondiali 2018, il 15 luglio si laurea campione del mondo in seguito alla vittoria dei francesi sulla Croazia per 4-2.
Dopo il vittorioso Mondiale e prima dell'infortunio al crociato che lo costringe a stare fuori per anno gioca solo una partita, contro la Germania e valida per la Nations League, il 6 settembre 2018; il ritorno tra i convocati avviene un anno più tardi, in occasione delle sfide (valide per le qualificazioni a Euro 2020) contro Albania e Andorra. Il 17 novembre seguente, al 21º gettone con la selezione francese, segna la sua prima rete in Nazionale nel successo per 0-2 contro l'Albania.
Nel 2021 viene convocato per gli europei.

## Statistiche

### Presenze e reti nei club
Statistiche aggiornate al 5 febbraio 2025.
| Stagione                 | Squadra                  | Campionato               | Campionato | Campionato | Coppe nazionali | Coppe nazionali | Coppe nazionali | Coppe continentali | Coppe continentali | Coppe continentali | Altre coppe | Altre coppe | Altre coppe | Totale | Totale |
| Stagione                 | Squadra                  | Comp                     | Pres       | Reti       | Comp            | Pres            | Reti            | Comp               | Pres               | Reti               | Comp        | Pres        | Reti        | Pres   | Reti   |
| ------------------------ | ------------------------ | ------------------------ | ---------- | ---------- | --------------- | --------------- | --------------- | ------------------ | ------------------ | ------------------ | ----------- | ----------- | ----------- | ------ | ------ |
| 2011-2012                | Olympique Lione 2        | CFA                      | 2          | 0          | -               | -               | -               | -                  | -                  | -                  | -           | -           | -           | 2      | 0      |
| 2012-2013                | Olympique Lione 2        | CFA                      | 20         | 0          | -               | -               | -               | -                  | -                  | -                  | -           | -           | -           | 20     | 0      |
| 2013-2014                | Olympique Lione 2        | CFA                      | 8          | 1          | -               | -               | -               | -                  | -                  | -                  | -           | -           | -           | 8      | 1      |
| Totale Olympique Lione 2 | Totale Olympique Lione 2 | Totale Olympique Lione 2 | 30         | 1          |                 | -               | -               |                    | -                  | -                  |             | -           | -           | 30     | 1      |
| 2013-2014                | Olympique Lione          | L1                       | 14         | 1          | CF+CdL          | 1+1             | 0               | UEL                | 9                  | 0                  | -           | -           | -           | 25     | 1      |
| 2014-2015                | Olympique Lione          | L1                       | 38         | 7          | CF+CdL          | 2+0             | 0               | UEL                | 3                  | 0                  | -           | -           | -           | 43     | 7      |
| 2015-2016                | Olympique Lione          | L1                       | 33         | 5          | CF+CdL          | 3+2             | 1+1             | UCL                | 6                  | 0                  | SF          | 1           | 0           | 45     | 7      |
| 2016-2017                | Olympique Lione          | L1                       | 31         | 8          | CF+CdL          | 1+0             | 1               | UCL+UEL            | 6+8                | 2+2                | SF          | 1           | 1           | 47     | 14     |
| 2017-2018                | Bayern Monaco            | BL                       | 26         | 6          | CG              | 5               | 1               | UCL                | 8                  | 3                  | SG          | 1           | 0           | 40     | 10     |
| 2018-2019                | Bayern Monaco            | BL                       | 2          | 1          | CG              | 2               | 0               | UCL                | 0                  | 0                  | SG          | 0           | 0           | 4      | 1      |
| 2019-2020                | Bayern Monaco            | BL                       | 13         | 1          | CG              | 4               | 0               | UCL                | 10                 | 3                  | SG          | 1           | 0           | 28     | 4      |
| 2020-2021                | Bayern Monaco            | BL                       | 16         | 1          | CG              | 1               | 0               | UCL                | 3                  | 1                  | SG+SU+Cmc   | 1+1+2       | 1+0+0       | 24     | 3      |
| 2021-2022                | Bayern Monaco            | BL                       | 15         | 2          | CG              | 2               | 1               | UCL                | 4                  | 0                  | SG          | 1           | 0           | 22     | 3      |
| Totale Bayern Monaco     | Totale Bayern Monaco     | Totale Bayern Monaco     | 72         | 11         |                 | 15              | 2               |                    | 24                 | 7                  |             | 7           | 1           | 118    | 21     |
| 2022-2023                | Olympique Lione          | L1                       | 30         | 1          | CF              | 4               | 0               | -                  | -                  | -                  | -           | -           | -           | 34     | 1      |
| 2023-2024                | Olympique Lione          | L1                       | 25         | 2          | CF              | 5               | 0               | -                  | -                  | -                  | -           | -           | -           | 30     | 2      |
| 2024-2025                | Olympique Lione          | L1                       | 22         | 5          | CF              | 2               | 0               | UEL                | 8                  | 2                  | -           | -           | -           | 32     | 7      |
| Totale Olympique Lione   | Totale Olympique Lione   | Totale Olympique Lione   | 193        | 29         |                 | 21              | 3               |                    | 40                 | 6                  |             | 2           | 1           | 256    | 39     |
| Totale carriera          | Totale carriera          | Totale carriera          | 295        | 41         |                 | 36              | 5               |                    | 64                 | 13                 |             | 9           | 2           | 404    | 61     |

### Cronologia presenze e reti in nazionale
| Cronologia completa delle presenze e delle reti in nazionale ― Francia | Cronologia completa delle presenze e delle reti in nazionale ― Francia | Cronologia completa delle presenze e delle reti in nazionale ― Francia | Cronologia completa delle presenze e delle reti in nazionale ― Francia | Cronologia completa delle presenze e delle reti in nazionale ― Francia | Cronologia completa delle presenze e delle reti in nazionale ― Francia | Cronologia completa delle presenze e delle reti in nazionale ― Francia | Cronologia completa delle presenze e delle reti in nazionale ― Francia |
| Data                                                                   | Città                                                                  | In casa                                                                | Risultato                                                              | Ospiti                                                                 | Competizione                                                           | Reti                                                                   | Note                                                                   |
| ---------------------------------------------------------------------- | ---------------------------------------------------------------------- | ---------------------------------------------------------------------- | ---------------------------------------------------------------------- | ---------------------------------------------------------------------- | ---------------------------------------------------------------------- | ---------------------------------------------------------------------- | ---------------------------------------------------------------------- |
| 28-3-2017                                                              | Saint-Denis                                                            | Francia                                                                | 0 – 2                                                                  | Spagna                                                                 | Amichevole                                                             | -                                                                      | 80’                                                                    |
| 7-10-2017                                                              | Sofia                                                                  | Bulgaria                                                               | 0 – 1                                                                  | Francia                                                                | Qual. Mondiali 2018                                                    | -                                                                      |                                                                        |
| 10-10-2017                                                             | Saint-Denis                                                            | Francia                                                                | 2 – 1                                                                  | Bielorussia                                                            | Qual. Mondiali 2018                                                    | -                                                                      |                                                                        |
| 10-11-2017                                                             | Saint-Denis                                                            | Francia                                                                | 2 – 0                                                                  | Galles                                                                 | Amichevole                                                             | -                                                                      | 46’                                                                    |
| 14-11-2017                                                             | Colonia                                                                | Germania                                                               | 2 – 2                                                                  | Francia                                                                | Amichevole                                                             | -                                                                      |                                                                        |
| 27-3-2018                                                              | San Pietroburgo                                                        | Russia                                                                 | 1 – 3                                                                  | Francia                                                                | Amichevole                                                             | -                                                                      | 66’                                                                    |
| 28-5-2018                                                              | Saint-Denis                                                            | Francia                                                                | 2 – 0                                                                  | Irlanda                                                                | Amichevole                                                             | -                                                                      | 77’                                                                    |
| 1-6-2018                                                               | Nizza                                                                  | Francia                                                                | 3 – 1                                                                  | Italia                                                                 | Amichevole                                                             | -                                                                      | 77’                                                                    |
| 9-6-2018                                                               | Décines-Charpieu                                                       | Francia                                                                | 1 – 1                                                                  | Stati Uniti                                                            | Amichevole                                                             | -                                                                      | 58’                                                                    |
| 16-6-2018                                                              | Kazan'                                                                 | Francia                                                                | 2 – 1                                                                  | Australia                                                              | Mondiali 2018 - 1º turno                                               | -                                                                      | 76’ 78’                                                                |
| 30-6-2018                                                              | Kazan'                                                                 | Francia                                                                | 4 – 3                                                                  | Argentina                                                              | Mondiali 2018 - Ottavi di finale                                       | -                                                                      | 75’                                                                    |
| 6-7-2018                                                               | Nižnij Novgorod                                                        | Uruguay                                                                | 0 – 2                                                                  | Francia                                                                | Mondiali 2018 - Quarti di finale                                       | -                                                                      | 80’                                                                    |
| 10-7-2018                                                              | San Pietroburgo                                                        | Francia                                                                | 1 – 0                                                                  | Belgio                                                                 | Mondiali 2018 - Semifinale                                             | -                                                                      | 86’                                                                    |
| 15-7-2018                                                              | Mosca                                                                  | Francia                                                                | 4 – 2                                                                  | Croazia                                                                | Mondiali 2018 - Finale                                                 | -                                                                      | 73’                                                                    |
| 6-9-2018                                                               | Monaco di Baviera                                                      | Germania                                                               | 0 – 0                                                                  | Francia                                                                | UEFA Nations League 2018-2019 - 1º turno                               | -                                                                      | 86’                                                                    |
| 7-9-2019                                                               | Saint-Denis                                                            | Francia                                                                | 4 – 1                                                                  | Albania                                                                | Qual. Euro 2020                                                        | -                                                                      |                                                                        |
| 10-9-2019                                                              | Saint-Denis                                                            | Francia                                                                | 3 – 0                                                                  | Andorra                                                                | Qual. Euro 2020                                                        | -                                                                      |                                                                        |
| 11-10-2019                                                             | Reykjavík                                                              | Islanda                                                                | 0 – 1                                                                  | Francia                                                                | Qual. Euro 2020                                                        | -                                                                      | 88’                                                                    |
| 14-10-2019                                                             | Saint-Denis                                                            | Francia                                                                | 1 – 1                                                                  | Turchia                                                                | Qual. Euro 2020                                                        | -                                                                      |                                                                        |
| 14-11-2019                                                             | Saint-Denis                                                            | Francia                                                                | 2 – 1                                                                  | Moldavia                                                               | Qual. Euro 2020                                                        | -                                                                      |                                                                        |
| 17-11-2019                                                             | Tirana                                                                 | Albania                                                                | 0 – 2                                                                  | Francia                                                                | Qual. Euro 2020                                                        | 1                                                                      |                                                                        |
| 7-10-2020                                                              | Saint-Denis                                                            | Francia                                                                | 7 – 1                                                                  | Ucraina                                                                | Amichevole                                                             | 1                                                                      |                                                                        |
| 14-10-2020                                                             | Zagabria                                                               | Croazia                                                                | 1 – 2                                                                  | Francia                                                                | UEFA Nations League 2020-2021 - 1º turno                               | -                                                                      | 63’                                                                    |
| 2-6-2021                                                               | Nizza                                                                  | Francia                                                                | 3 – 0                                                                  | Galles                                                                 | Amichevole                                                             | -                                                                      | 64’                                                                    |
| 8-6-2021                                                               | Saint-Denis                                                            | Francia                                                                | 3 – 0                                                                  | Bulgaria                                                               | Amichevole                                                             | -                                                                      | 84’                                                                    |
| 15-6-2021                                                              | Monaco di Baviera                                                      | Francia                                                                | 1 – 0                                                                  | Germania                                                               | Euro 2020 - 1º turno                                                   | -                                                                      | 89’                                                                    |
| 19-6-2021                                                              | Budapest                                                               | Ungheria                                                               | 1 – 1                                                                  | Francia                                                                | Euro 2020 - 1º turno                                                   | -                                                                      | 76’                                                                    |
| 23-6-2021                                                              | Budapest                                                               | Portogallo                                                             | 2 – 2                                                                  | Francia                                                                | Euro 2020 - 1º turno                                                   | -                                                                      | 66’                                                                    |
| Totale                                                                 |                                                                        | Presenze                                                               | 28                                                                     |                                                                        | Reti                                                                   | 2                                                                      |                                                                        |

| Cronologia completa delle presenze e delle reti in nazionale ― Francia under 21 | Cronologia completa delle presenze e delle reti in nazionale ― Francia under 21 | Cronologia completa delle presenze e delle reti in nazionale ― Francia under 21 | Cronologia completa delle presenze e delle reti in nazionale ― Francia under 21 | Cronologia completa delle presenze e delle reti in nazionale ― Francia under 21 | Cronologia completa delle presenze e delle reti in nazionale ― Francia under 21 | Cronologia completa delle presenze e delle reti in nazionale ― Francia under 21 | Cronologia completa delle presenze e delle reti in nazionale ― Francia under 21 |
| Data                                                                            | Città                                                                           | In casa                                                                         | Risultato                                                                       | Ospiti                                                                          | Competizione                                                                    | Reti                                                                            | Note                                                                            |
| ------------------------------------------------------------------------------- | ------------------------------------------------------------------------------- | ------------------------------------------------------------------------------- | ------------------------------------------------------------------------------- | ------------------------------------------------------------------------------- | ------------------------------------------------------------------------------- | ------------------------------------------------------------------------------- | ------------------------------------------------------------------------------- |
| 4-9-2014                                                                        | Astana                                                                          | Kazakistan under 21                                                             | 1 – 5                                                                           | Francia under 21                                                                | Qual. Europeo Under-21 2015                                                     | -                                                                               | 81’                                                                             |
| 8-9-2014                                                                        | Auxerre                                                                         | Francia under 21                                                                | 1 – 1                                                                           | Islanda under 21                                                                | Qual. Europeo Under-21 2015                                                     | -                                                                               |                                                                                 |
| 14-10-2014                                                                      | Halmstad                                                                        | Svezia under 21                                                                 | 4 – 1                                                                           | Francia under 21                                                                | Qual. Europeo Under-21 2015                                                     | -                                                                               | 75’                                                                             |
| 13-11-2014                                                                      | La Spezia                                                                       | Italia under 20                                                                 | 1 – 1                                                                           | Francia under 21                                                                | Amichevole                                                                      | -                                                                               | 64’ 83’                                                                         |
| 17-11-2014                                                                      | Brest                                                                           | Francia under 21                                                                | 3 – 2                                                                           | Inghilterra under 21                                                            | Amichevole                                                                      | -                                                                               | 69’ 74’                                                                         |
| 25-3-2015                                                                       | Valenciennes                                                                    | Francia under 21                                                                | 6 – 0                                                                           | Estonia under 21                                                                | Amichevole                                                                      | 1                                                                               |                                                                                 |
| 30-3-2015                                                                       | Sedan                                                                           | Francia under 21                                                                | 4 – 1                                                                           | Paesi Bassi under 21                                                            | Amichevole                                                                      | 1                                                                               | 78’                                                                             |
| 11-6-2015                                                                       | Gueugnon                                                                        | Francia under 21                                                                | 1 – 1                                                                           | Corea del Sud under 21                                                          | Amichevole                                                                      | -                                                                               | 87’                                                                             |
| 16-6-2015                                                                       | Besançon                                                                        | Francia under 21                                                                | 2 – 1                                                                           | Paraguay under 21                                                               | Amichevole                                                                      | -                                                                               | 28’                                                                             |
| 10-10-2015                                                                      | Aberdeen                                                                        | Scozia under 21                                                                 | 1 – 2                                                                           | Francia under 21                                                                | Qual. Europeo Under-21 2017                                                     | 1                                                                               | 45+2’                                                                           |
| 13-10-2015                                                                      | Strasburgo                                                                      | Francia under 21                                                                | 2 – 0                                                                           | Ucraina under 21                                                                | Qual. Europeo Under-21 2017                                                     | -                                                                               |                                                                                 |
| 12-11-2015                                                                      | Guingamp                                                                        | Francia under 21                                                                | 1 – 0                                                                           | Irlanda del Nord under 21                                                       | Qual. Europeo Under-21 2017                                                     | -                                                                               | cap.                                                                            |
| 15-11-2015                                                                      | Skopje                                                                          | Macedonia under 21                                                              | 2 – 2                                                                           | Francia under 21                                                                | Qual. Europeo Under-21 2017                                                     | -                                                                               | cap. 68’                                                                        |
| 24-3-2016                                                                       | Angers                                                                          | Francia under 21                                                                | 2 – 0                                                                           | Scozia under 21                                                                 | Qual. Europeo Under-21 2017                                                     | -                                                                               |                                                                                 |
| 28-3-2016                                                                       | Le Mans                                                                         | Francia under 21                                                                | 1 – 1                                                                           | Macedonia under 21                                                              | Qual. Europeo Under-21 2017                                                     | -                                                                               | cap.                                                                            |
| 2-9-2016                                                                        | Kiev                                                                            | Ucraina under 21                                                                | 1 – 0                                                                           | Francia under 21                                                                | Qual. Europeo Under-21 2017                                                     | -                                                                               | cap.                                                                            |
| 6-9-2016                                                                        | Caen                                                                            | Francia under 21                                                                | 2 – 0                                                                           | Islanda under 21                                                                | Qual. Europeo Under-21 2017                                                     | 2                                                                               | cap.                                                                            |
| 6-10-2016                                                                       | Le Havre                                                                        | Francia under 21                                                                | 5 – 1                                                                           | Georgia under 21                                                                | Amichevole                                                                      | 1                                                                               | cap. 46’                                                                        |
| 11-10-2016                                                                      | Belfast                                                                         | Irlanda del Nord under 21                                                       | 0 – 3                                                                           | Francia under 21                                                                | Qual. Europeo Under-21 2017                                                     | -                                                                               | cap. 90+2’                                                                      |
| Totale                                                                          |                                                                                 | Presenze                                                                        | 19                                                                              |                                                                                 | Reti                                                                            | 6                                                                               |                                                                                 |

## Palmarès

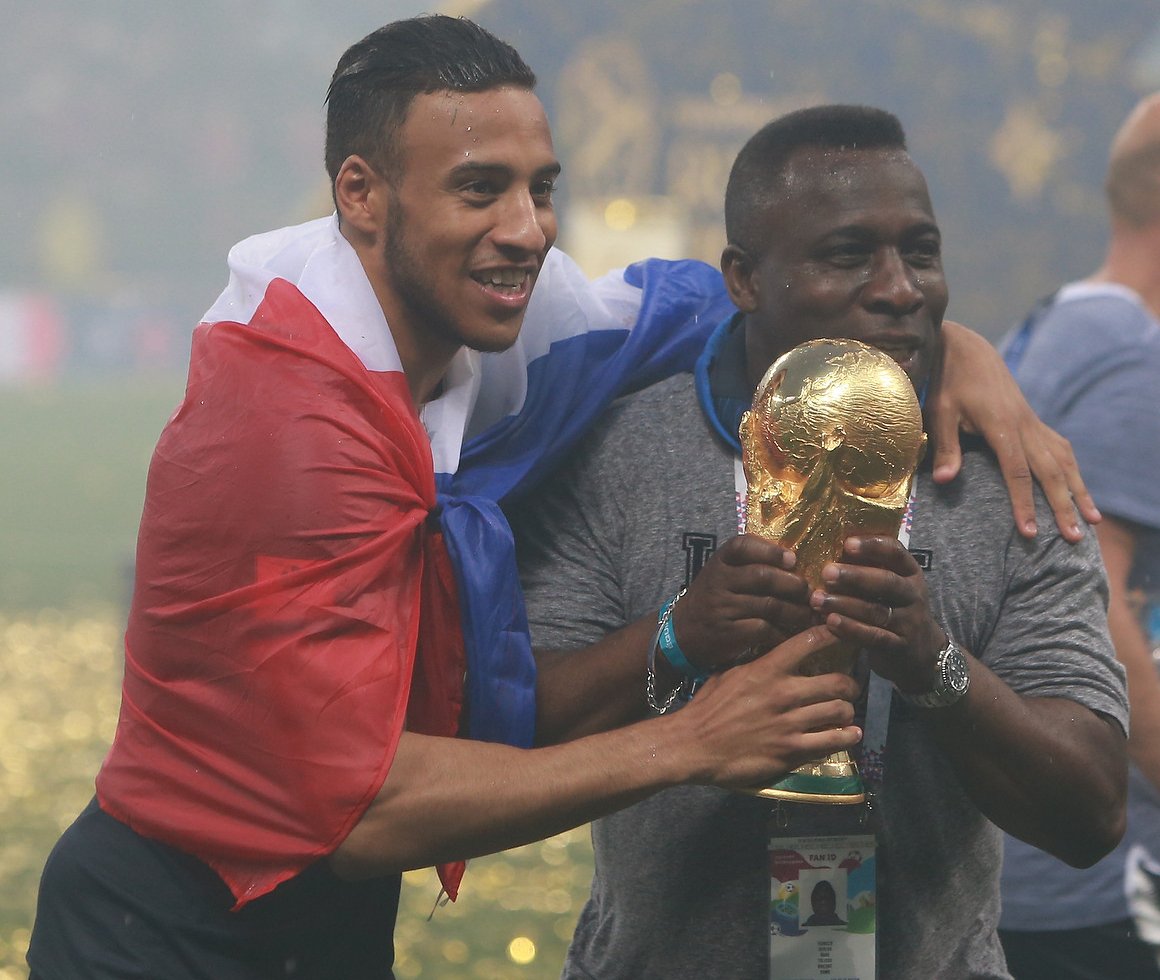
Tolisso e il padre Vincent posano con la Coppa del Mondo vinta dai Bleus nel 2018

### Club

#### Competizioni nazionali
- Supercoppa di Germania: 4

Bayern Monaco: 2017, 2018, 2020, 2021
- Campionato tedesco: 5

Bayern Monaco: 2017-2018, 2018-2019, 2019-2020, 2020-2021, 2021-2022
- Coppa di Germania: 2

Bayern Monaco: 2018-2019, 2019-2020

#### Competizioni internazionali
- UEFA Champions League: 1

Bayern Monaco: 2019-2020
- Supercoppa UEFA: 1

Bayern Monaco: 2020
- Coppa del mondo per club: 1

Bayern Monaco: 2020

### Nazionale
- Campionato mondiale: 1

Russia 2018

### Individuale
- Squadra della stagione della UEFA Europa League: 1

2016-2017